# 2,3-二氯-5,6-二氰对苯醌
2,3-二氯-5,6-二氰对苯醌（DDQ），一种醌类。

## 性质
亮黄色固体。标准电极电势1000mV。微溶于水，溶于苯、二氯甲烷、二噁烷、乙酸，易溶于四氢呋喃、乙酸乙酯。已商品化。
对空气有一定的稳定性，但遇水会放出氰化氢，需在惰气保护的无水环境下使用。

## 制取
氰化氢（氰化钾+硫酸）与对苯醌进行1,4-加成，得2,3-二氰基氢醌。后者经硝酸氧化，生成2,3-二氰基-1,4-苯醌。再用氯化氢处理，重复这两步反应，最后用硝酸氧化，得2,3-二氯-5,6-二氰对苯醌。

## 用途
DDQ是有机合成中高活性的氧化剂，常用于脱氢芳构化和制取α,β-不饱和羰基化合物。它最早是在20世纪60年代对甾族化合物的研究中，因是比四氯对苯醌强得多的脱氢剂而获得青睐。氧化反应中底物的氢离子向DDQ转移，从而实现底物的脱氢，DDQ则转化为二氯二氰氢醌。脱氢反应与反应中形成的碳正离子稳定性有关，对于存在邻位稳定基团的化合物特别有效。
DDQ还可氧化活泼亚甲基和羟基为羰基。酚对DDQ特别敏感。